# Cat Power
Cat Power, známá též jako Chan Marshall (rodným jménem Charlyn Marie Marshall; * 21. ledna 1972 Atlanta, Georgie) je americká zpěvačka a herečka. Své první album nazvané Dear Sir vydala v říjnu 1995. Do roku 2012 vydala dalších osm alb. Její album The Covers Record vydané v roce 2000 obsahuje coververze například od The Velvet Underground, The Rolling Stones nebo Boba Dylana. Jako herečka se představila například ve filmech Moje borůvkové noci (2007) nebo American Widow (2009).

## Diskografie
- Dear Sir (1995)
- Myra Lee (1996)
- What Would the Community Think (1996)
- Moon Pix (1998)
- The Covers Record (2000)
- You Are Free (2003)
- The Greatest (2006)
- Jukebox (2008)
- Sun (2012)
- Wanderer (2018)